# Urbain Grandier
Urbain Grandier (Bouère, Mayenne, 1590 - Loudun, 18 de agosto de 1634) foi um sacerdote francês católico que foi queimado na fogueira, após ser condenado por bruxaria.
Ele teria ignorado seus votos de celibato e teve relações com um grande número de mulheres. Em 1632, freiras do convento das Ursulinas disseram que o padre havia invocado o demônio Asmodeus, para que elas fossem forçadas a cometerem atos indecorosos com ele. No julgamento do padre, uma das provas foi um documento que teria sido assinado por ele, por Satã e por vários outros demônios. O texto dizia algo como “nós, Lúcifer, Satã, Belzebu, Leviatã, Elimi e Astaroth, e outros, aceitamos o pacto com Urbano Grandier, que é nosso. Em troca nós o prometemos o amor de mulheres, a flor das virgens, o respeito dos monarcas, honras, desejos e poder”.

## Alegações de feitiçaria
Em 1632, um grupo de freiras do convento ursulino local acusou-o de as ter enfeitiçado, enviando o demônio Asmodai, entre outros, para cometer atos perversos e atrevidos com elas. Aldous Huxley, em seu romance de não ficção, The Devils of Loudun, argumentou que as acusações começaram depois que Grandier se recusou a se tornar o diretor espiritual do convento, sem saber que a Madre Superiora, irmã Jeanne des Anges, tinha ficado obcecada por ele, tendo-o visto de longe e ouvido falar de suas façanhas sexuais. Segundo Huxley, a irmã Jeanne, furiosa com sua rejeição, em vez disso convidou o cônego Jean Mignon, inimigo de Grandier, para se tornar o diretor. Jeanne então acusou Grandier de usar magia negra para seduzi-la. As outras freiras começaram gradualmente a fazer acusações semelhantes. No entanto, Monsieur des Niau, Conselheiro em la Flèche, disse que Grandier se candidatou ao cargo, mas que foi concedido ao Cônego Jean Mignon, um sobrinho de Monsieur Trincant. 
O arcebispo de Bordéus interveio e ordenou o sequestro das freiras, após o que as ocorrências de possessão pareciam ter cessado.

## Richelieu

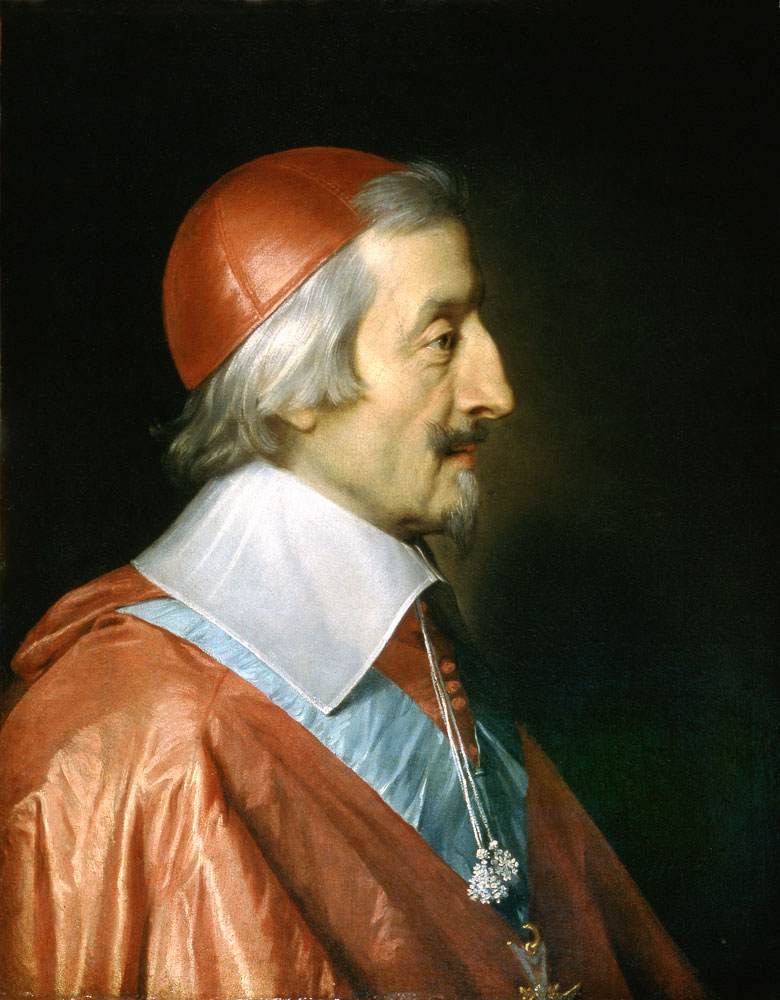
Cardeal de Richelieu por Philippe de Champaigne (1642)

Grandier havia conquistado a inimizade do poderoso cardeal Richelieu, o ministro-chefe da França. Em seus esforços contínuos para consolidar e centralizar o poder, a Coroa ordenou que as paredes ao redor de Loudun fossem demolidas. A população tinha duas opiniões sobre isso, se deveria manter o muro ou depender da proteção do governo central. Grandier apoiou aqueles que desejavam manter as paredes. Além disso, Grandier não apenas escreveu um livro atacando a disciplina do celibato clerical, ele também escreveu uma sátira mordaz ao cardeal.
M. Jean de Laubardemont, foi enviado para demolir a torre da cidade. Ele foi impedido de fazê-lo pela milícia da cidade e, ao retornar a Paris, relatou a situação em Loudun, incluindo o recente distúrbio no convento das ursulinas. Em novembro de 1633, M. de Laubardemont foi contratado para investigar o assunto. Grandier foi preso e confinado na prisão de Angers. Laubardemont voltou a Paris, onde cartas em apoio a Grandier do Bailly de Loudun ao Procurador-Geral do Parlamento, declarando que a posse era uma "impostura" foram interceptadas.

## Pacto diabólico

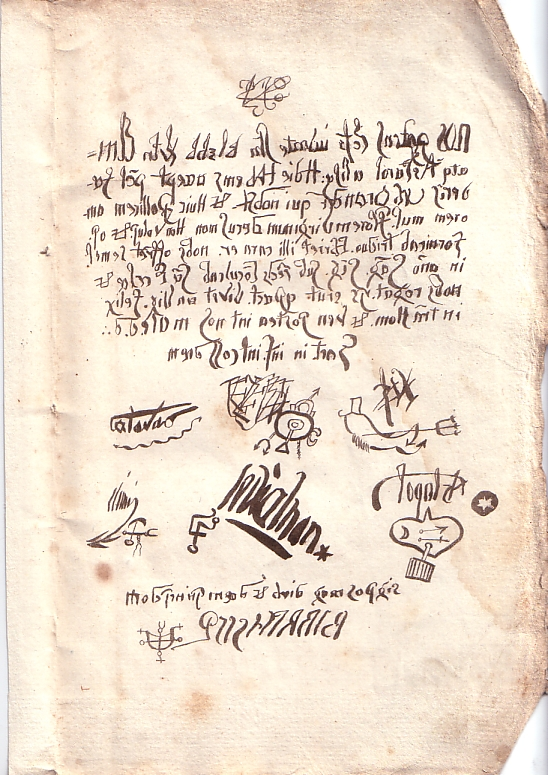
Pacto em Latim Retrógrado

Um dos documentos apresentados como prova durante o segundo julgamento de Grandier é um pacto diabólico escrito em latim e aparentemente assinado por Grandier. Outra, que parece ilegível, está escrita ao contrário, em latim com abreviatura de escriba, e desde então foi publicada e traduzida em vários livros sobre bruxaria. Este documento também contém muitos símbolos estranhos e foi assinado por vários demônios, incluindo o próprio Satanás. Decifrado e traduzido para o inglês, lê-se:
Nós, o influente Lúcifer, o jovem Satanás, Belzebu, Leviatã, Elimi
e Astaroth, junto com outros, aceitamos hoje o pacto
de aliança de Urbain Grandier, que é nosso. E a ele prometemos
o amor das mulheres, a flor das virgens, o respeito dos monarcas, honras, luxúrias e poderes.
Ele irá se prostituir por três dias; a carruagem será cara para ele. Ele nos oferece uma vez
por ano um selo de sangue, sob os pés pisará nas coisas sagradas da igreja e
nos fará muitas perguntas; com este pacto ele viverá vinte anos feliz
na terra dos homens, e mais tarde se juntará a nós para pecar contra Deus.
Preso no inferno, no conselho dos demônios.
Lúcifer Belzebu Satan
Astaroth Leviathan Elimi
Os selos colocaram o Diabo , o mestre, e os demônios, os príncipes do senhor.
Baalberith, escritor.

## Publicações
- Éloge funèbre de Scévole de Sainte-Marthe, Elogio fúnebre de Scévole de Sainte-Marthe, proferido em11 de setembro de 1623, na Igreja de Saint-Pierre de Loudun, Paris, 1629.

Foi falsamente atribuído o título intitulado:
- Lettre de la cordonnière de la Reine-mère à Monsieur de Barradas (page de Louis XIII), Carta do sapateiro da Rainha Mãe a Monsieur de Barradas (página de Luís XIII), 1634. Esta carta, assinada por Catherine d'Amour , ci-devant sapateiro da rainha-mãe, ofendeu a pessoa e o nascimento do cardeal de Richelieu; Grandier foi acusado de ser o autor.

### Documentos oficiais
- Prisão de sentença de morte contra o mestre Urbain Grandier  no site da Bibliothèque nationale de France.
- Urbain Grandier et les possédées de Loudun no site da Gallica